# Bajo sexto et bajo quinto
Le bajo sexto (basse sixte en francais), et le bajo quinto sont des instruments de musique texans et mexicains qui appartiennent à la famille des guitares. Le bajo sexto possède six chœurs de deux cordes qui le rendent fortement parent de la guitare à douze cordes. Le bajo quinto n'est doté que de cinq chœurs et est en quelque sorte, un bajo sexto dont le chœur de cordes le plus grave a été supprimé.
Depuis le milieu du XXe siècle, le bajo sexto est devenu un instrument emblématique de la musique norteña, plus particulièrement du style norteño, et avec l'accordéon, de la mexicanité. Il est également utilisé, dans une moindre mesure, dans la musique traditionnelle des États d'Oaxaca et de Puebla. Il ne faut pas le confondre avec le guitarron, la guitare basse caractéristique des groupes de mariachis.

## Histoire

### Le bajo quinto mixtèque
Selon certains musicologues, la présence de bajo quinto est attestée depuis le début du XVIIe siècle dans les traditions musicales régionales des États de Veracruz, Puebla, Guanajuato, Michoacán, Oaxaca et Jalisco. Selon le musicologue Víctor Hernández Vaca, comme beaucoup d'instruments dit typiques, il a d'abord été utilisé dans un environnement religieux avant de passer dans l'univers festif pour l'exécution de huapangos, fandangos et jarabes. Le fait qu'il soit équipé de cordes doubles l'apparente aux bandurrias et luths espagnols. Selon le musicologue Guillermo Contreras qui a collectionné les bajo quinto anciens des états de Puebla, de Morelos et de Guerrero, il serait une adaptation par les luthiers locaux de la chitarra battente dont il aurait hérité les six jeux de double cordes et l'accordage.
Il est notamment utilisé pour exécuter la musique traditionnelle de l'ethnie mixtèque.

### Le bajo sexto norteño
Au Texas, l'accordéon s'était imposé au début du XIXe siècle comme le principal instrument populaire auprès des Texans de langue espagnole. Il était destiné à animer les évènements festifs, collectifs ou privés, pendant lesquels le musicien interprétait polkas, scottishes, mazurkas et redovas et des « vals bajito »). L'accordéoniste exécutait à la fois la mélodie et les basses, et était quelquefois accompagné par un musicien qui rythmait le morceau à l'aide d'une « tambora de rancho », un tambour fabriqué de manière artisanale à partir d'éléments peu coûteux qui avait la réputation d'être trop sonore. 
Vers la fin des années 1920, la plupart des duos avaient adopté le bajo sexto en remplacement de la tambora de rancho. Ce dernier pouvait fournir la rythmique, et les accordéonistes découvrirent rapidement qu'il pouvait les affranchir de l'exécution des notes basses. Une transcription de la polka La bella Italia vers 1935 par l'accordéoniste tex-mex Bruno Villarreal met en évidence le rôle alors principalement rythmique du bajo sexto.
L'un des premiers artistes qui a enregistré des chansons sur lesquelles il s'accompagnait au bajo sexto, est Ramon Jazo que l'on ne connait que pour les sessions d'enregistrement qu'il a réalisées, dès le début des années 1930, notamment à Chicago, pour Victor, Bluebird Records et Vocalion Records.

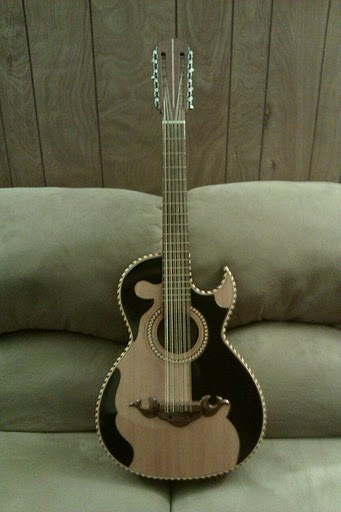
Bajo sexto

À Monterrey et dans sa région, dans les années 1930, le duo accordéon et bajo sexto n'était pas populaire. Un orchestre populaire y était alors plutôt composé d'un violon, d'une flûte, d'un bajo sexto et d'un tololoche. Parmi les pères du style norteño, l'accordéoniste Narciso Martínez « El Huracán del Valle » (L'ouragan de la vallée), le guitariste Santiago Almeida qui l'accompagnait sur ses disques, et le duo Carmen y Laura qui l'accompagnait en direct à la radio sont réputés être les pionniers du genre.

L'association entre la musique norteña et le bajo sexto, qui est aujourd'hui un lieu commun, découle peut-être aussi, en partie, du caractère historiquement contestataire de l'instrument, et révèle en quelque sorte le caractère urbain d'une musique que l'on a eu tendance à considérer comme rurale à cause de l'origine et de l'attachement à leurs racines de beaucoup de ses plus brillants représentants. 
Le bajo sexto a été utilisé pour composer et interpréter des romances au cours de la phase indépendantiste de l'histoire mexicaine, puis des corridos pendant la période révolutionnaire. Il a été utilisé notamment dans les années 1930 par Los Madrugadores, un groupe de musiciens originaires de l'État de Sonora, qui ont été parmi les premières grandes vedettes de la musique mexico-américaine,.
Dans les années 1950, le groupe emblématique Los Alegres de Terán a réenregistré une grande partie du répertoire de Los Madrugadores, qui tiennent une place importante dans l'histoire du Norteño, mais Tomás Ortiz, qui tenait dans ce duo le rôle de guitariste, a indiqué dans une interview, qu'il avait utilisé la guitare jusqu'au milieu des années 1940, et qu'en accord avec Ramiro Cavazos qui travaillait alors avec eux, il l'avait remplacée par le bajo sexto. 
Ramiro Cavazos a lui indiqué qu'il avait utilisé à la fois la guitare et le bajo sexto jusqu'en 1954, mais qu'il avait abandonné ensuite la première car son associé, au sein du duo norteño Los Donneños, l'accordéoniste Mario Montes n'en aimait pas le son trop faible. L'ethnomusicologue Cathy Ragland a écrit que le bajo sexto est caractéristique de la région frontalière entre le Texas et le Mexique, et que cet instrument est originaire de l'état de Durango, mais elle ne fournit aucune source documentaire qui viendrai étayer cette thèse néanmoins assez vraisemblable.
La création en 1963 par Alfonso Poncho Villagómez, lui-même virtuose reconnu de bajo sexto, originaire de General Terán (en), du label Discos Norteños, a joué un rôle important dans la reconnaissance du duo accordéon-bajo sexto comme noyau des groupes de musique norteña. L'instrument a été rendu populaire en Colombie par le groupe Las Hermanas Calle et l'auteur compositeur interprète Alirio Castillo.

## Accordage
Le bajo sexto compte 6 chœurs de 2 cordes (soit un total de 12 cordes) qui sont accordées en quartes parfaites : mi - la - ré - sol - do - fa.
Le bajo quinto, version à 5 chœurs, est accordé la - ré - sol - do - fa.

## Jeu
Le bajo sexto est surtout utilisé comme guitare rythmique ou guitare d'harmonie. Les musiciens de Norteño font souvent usage de notes mortes ou de demi-accords étouffés afin de rendre le rythme de manière plus agressive. Ceci n'est toutefois pas caractéristique de l'instrument car les mêmes techniques sont souvent utilisées avec des guitares à six ou à douze cordes.
Trois styles de jeu principaux existent aujourd'hui :
- Le style traditionnel dans lequel le guitariste de bajo sexto utilise les cordes graves de l'instrument pour jouer les temps forts des mesures, en alternant généralement la basse primaire et la basse secondaire de l'accord, et les cordes aiguës pour jouer les temps faibles des mesures.
- Le style limpio (propre), développé par les guitaristes de bajo sexto et de bajo quinto Eliseo Robles et Fidencio Ayala, du groupe Los Bravos Del Norte, qui tient aussi au fait que l'accordéoniste Ramon Ayala (en espagnol : Ramón Ayala) a intégré de nombreux morceaux de cumbia dans le répertoire du groupe. Il consiste à n'utiliser que les cordes aigües du bajo sexto pour jouer les temps faibles des mesures, les temps forts sont exécutés par le bassiste à l'aide d'une basse électrique.
- Le style contemporain qui est une adaptation des deux précédents, et qui recourt abondamment aux ornements et à l'exploration des gammes de l'instrument. Il est influencé par le style de la  musica campirana  et celui du serieño[Quoi ?] banda qui ont tendance à emprunter des habitudes du rock et du hard-rock (la répétition des riffs et les ponts au sein des chansons, par exemple).

## Luthiers
- La famille Acosta, originaire de Lagos de Moreno, dans l'état de Jalisco, au Mexique, a produit, depuis 1920 jusqu'au milieu des années 1970, à San Antonio, au Texas, des bajo sexto réputés pour la clarté de leur ton[20], qui faisaient partie des instruments favoris de Santiago Jimenez et de ses fils Santiago Jimenez Jr. et Flaco Jimenez[21].
- La famille Macias produit depuis trois générations (Martin Macias, son fils Alberto, puis son petit fils George) des bajo sexto et des bajo quinto à San Antonio, au Texas[22].
- Bajoquintos Marro produit à Santiago (es) au Nuevo León des bajo quinto de facture artisanale qui ont la faveur, notamment, d'Eliseo Robles Jr. du groupe La Leyenda.
- Le distributeur d'instrument de musiques Fortaleza Guitars[23], créé par Miguel Gaxiola, bajoquintiste du groupe Voz de Mando et Ariel Avilez[note 4] distribue des bajo sexto et des bajo quinto fabriqués par le luthier « Carlos Garcia e Hijos » à Tijuana[25] qui ont séduit, notamment Rolando Pérez, seconde voix du groupe Conjunto Primavera (es).
- Le maître luthier Jésus Sevillano à Tijuana produit des bajo quinto, des bajo sexto, des toloches et des guitares artisanaux de haute qualité.
- Hilario “Layo” Jimenez, Texan de troisième génération, né à Santa Rosa au Texas, où il a vécu jusqu'à l'âge de 16 ans, s'est ensuite installé avec sa famille à Woodland (Californie). En 1966, il devient membre du groupe « Los Imperiales De Texas » dans lequel il devient un bajoquintiste et un bajosextiste accompli. En 1975, il entreprend de construire des instruments de musique artisanaux qui sont distribués par Hohner sous la signature « H. Jimenez »[26].

## Variantes
Jorge Loayzat du groupe Buyuchek a expérimenté la connexion d'un bajo sexto avec des pédales de distorsion et l'utilise sur certains enregistrements.
Le bajo bass est une adaptation d'un bajo sexto dont la marque a été déposée par Angel Ruiz, le guitariste de bajo sexto du groupe Los Rojos. Elle consiste à ne pas installer les cordes d'octave des trois cordes graves (mi - la - ré) du bajo sexto, et à doter celui-ci d'un double micro afin de pouvoir égaliser de manière différente le son des cordes graves et des cordes aigües,.

## Emploi dans d'autres genres musicaux

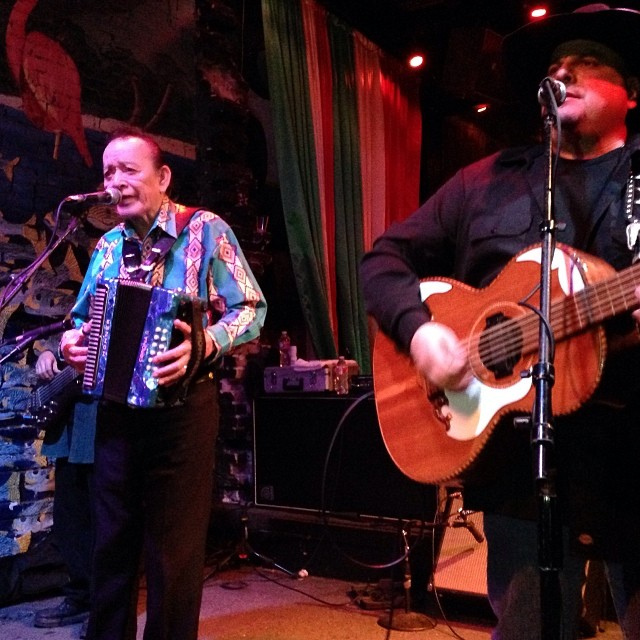
Flaco Jimenez et Max Baca interprètent, à l'accordéon et au bajo sexto, une chanson de Buck Owens au Café Flamingo Cantina, à Austin (Texas)

- Flaco Jiménez et son bajosextiste, Max Baca ont été invités par The Rolling Stones, à enregistrer avec eux la chanson « Sweethearts Together » sur leur album Voodoo Lounge. Keith Richard (en anglais : Keith Richards), qui s'est toujours fortement intéressé aux musiques traditionnelles, était passionné par le bajo sexto de Max Baca[30].

- Max Baca a joué du bajo sexto sur les albums[31] :
  - Du musicien de bluegrass Charles Sawtelle (en).
  - De la musicienne de musique folk Bianca De Leon.
  - De l'auteure-compositeure-interprète texane Michelle Shocked.
  - De l'auteur-compositeur-interprète texan Augie Meyers.
  - De l'auteur-compositeur-interprète Americana Tom Russell (en).

- Le bassiste et contrebassiste cubain Carlos del Puerto (es), le bassiste basque espagnol Jose Agustín Guereñu “Gere”, et le bassiste américain de jazz Anthony Jackson ont joué du bajo sexto sur l'album « No Es lo Mismo » d'Alejandro Sanz[32].

- Le groupe de musique populaire colombienne Grupo Dominio, créé par Eliseo Pabón et Fabián Correa, et dont Jessi Uribe a été l'un des chanteurs depuis 2010 jusqu'au début de sa carrière de soliste, comprend le bajosextiste Leonel Ruiz[33].

- Le bassiste colombien Iván Calderón joue du bajo sexto notamment sur l'album La « Otra Mitad » du groupe de Vallenato Los Chiches Vallenatos[34], et avec le guitariste Luis "Kako" Alvarez. sur l'album « Vallenato 2000 » du duo Ruben & Alvis[35].

- Héctor Buitrago (es), le bassiste du groupe de rock alternatif colombien Aterciopelados a utilisé le bajo sexto, en particulier sur l'album « Rio » de ce groupe.

- César Pliego, bassiste du groupe de rock mexicain Kinky (groupe de rock) (en) est aussi bajoquintiste[36].

## Instrumentistes

### Bajo sexto
- Angel Ruiz (Los Rojos).
- Arnulfo López (Los Traileros del Norte).
- Carlos López (Los Traileros del Norte).
- Beto Zapata (Pesado[note 5]).
- David Bocanegra (El poder del norte).
- Eduardo Hernandez (Los Tigres del Norte).
- Eliseo Robles.
- Eloy Bernal (Los Hermanitos Bernal, Conjunto Bernal).
- Gustavo Quintana Dávila (Los Hermanos Quintana).
- Isaias Ramirez (Masizzo).
- Ramon Jazo.
- Jennifer Degollado (Grupo Control).
- Johnny Lee Rosas (Intocable).
- Jorge Loayzat (Buyuchek)
- José Guadalupe Degollado (Grupo Control).
- Juan García [note 6].
- Luis Hernandez (Los Tigres del Norte).
- Luis Aguillón (El poder del norte).
- Manolo Gonzales (Los Gallos de Paris).
- Raúl Hernández Angulo (Los Tigres del Norte).
- Ray Symczyk.
- Rogelio Pedroza (El poder del norte).
- Salomón Robles (Los Piratas Del Norte, Los Legendarios).
- Santiago Almeida.
- Sergio Degollado (Grupo Control).
- Tomás Sánchez Ayón (Los Titanes de Durango).

### Bajo quinto
- Arnoldo Montenegro (Los Chavos del Rancho).
- Carlos Zamora (Grupo Proyecto X).
- Danny Sanchez (Intocable)
- Elías Nápoles (Los Pioneros).
- Eliseo Robles.
- Eliseo Robles Jr (La Leyenda).
- Gustavo Reyna "El Relámpago".
- Lencho Fraire (Grupo Antrax).
- Pepe Elizondo (Pesado).
- Óscar Armando Díaz De León Huez (Grupo Arranke, Carín León).
- Raúl Hernández Angulo (« El tigre solitario »).
- Rosendo Cantu (Los Cadetes De Linares)

- Salomón Robles (Los Piratas Del Norte, Los Legendarios).
- Tony Caldera (Canarios de Michoacan).
- Zack de la Rocha[39].

### Ouvrages
- (es) Miguel Olmos Aguilera, Músicas migrantes. La movilidad artística en la era global, Tijuana, El Colegio de la Frontera Norte,, 24 novembre 2014, 394 p. (ISBN 978-607-7588-75-7 et 978-607-4790-795, lire en ligne). .
- (es) Rogelio Maya, Bajo Sexto : Acordes y Progresiones, Alfred Publishing Company, 2010, 32 p. (ISBN 978-1-928827-33-7).
- (es) Luis Diaz-Santana Garza, « El bajo sexto: Símbolo y unificador cultural en la frontera México-Estados Unidos », Acta Musicologica, Bâle, International Musicological Society Bärenreiter, vol. LXXXVIII/1 (2016),‎ 2016, p. 14 (lire en ligne). .
- (en) Manuel H. Peña, The Texas-Mexican Conjunto : History of a Working-class Music, Austin, University of Texas Press, 5 juillet 2010, 234 p. (ISBN 978-0-292-78793-3 et 978-0-292-75983-1, lire en ligne).
- (en) Catherine Ragland, Musica Nortena : Mexican Americans Creating a Nation Between Nations, Philadelphie, Temple University Press, 16 mars 2009, 268 p. (ISBN 978-1-59213-746-6 et 978-1-59213-747-3, lire en ligne).
- (en) Joe S. Graham et James C. McNutt, « Miguel Acosta & The Acosta family tradition », dans Hecho en Tejas : Texas-Mexican Folk Arts and Crafts (Hand made in Texas), Denton, University of North Texas Press, 1997, 358 p. (ISBN 1-57441-038-5, lire en ligne).

### Ressources en ligne
- (es) Luis Omar Montoya Arias, « Etnomusicología a la mexicana », sur Doña Fresópolis, 9 août 2020 (consulté le 22 septembre 2020). .
- (es) Hermann Bellinghasen, « Que vacilada, que vacilada, me pase sin pagar nada », Nexos, Mazatlán,‎ 19821001 (lire en ligne). .
- (en) « El Mezquitón by Lalo Garcia Y Su Conjunto : Lalo García: Acordeón De Botones - Alfonso Villagómez: Bajo Sexto - Rogelio Gutiérrez: Saxofón Alto - Canuto Pérez: Contrabajo. », sur The Strachwitz Frontera Collection, Digital Library of University of South California Los Angeles - the Arhoolie Foundation (consulté le 22 septembre 2020). .
- (en) Agustín Gurza, « Artist Biography: Los Madrugadores de Pedro J. González », sur The Strachwitz Frontera Collection, Digital Library of University of South California Los Angeles - the Arhoolie Foundation, 22 novembre 2016 (consulté le 22 septembre 2020). .
- (en) Richie Unterberger, « Los Madrugadores », sur ALLMusic (consulté le 22 septembre 2020). .
- (en) « El Bandolero by Los Madrugadores : con Bajo Sexto, Violín y Clarinete. », sur The Strachwitz Frontera Collection, Digital Library of University of South California Los Angeles - the Arhoolie Foundation (consulté le 22 septembre 2020). .
- (es) « « Los Rojos fusionando lo mejor del Norteño » », Pepe's Office, Pepe Garza (Canal YouTube),‎ 2 novembre 2017.
- (es) « « Bajo Sexto de 9 Cuerdas - El Bajo Bass de "Los Rojos" - Opinión » », El Magallanes, YouTube,‎ 21 novembre 2017.
- (es) « « Buyuchek - Hold The Line (Toto Cover) » », Buyuchek, YouTube,‎ 5 mars 2015.
- (es) Danny Sanchez, « « Los diferentes estilos de tocar el Bajo Quinto » », Accordion Pro Shop, YouTube,‎ 12 août 2020.
- (en) Todd Cambio, « Building a Bajo Sexto », sur Fraulini Guitars, 17 avril 2012 (consulté le 26 septembre 2020).
- (es) Elijah Wald, « Ramiro Cavazos interview », sur Elijah Wald – Writer, Musician, 31 décembre 1999 (consulté le 26 septembre 2020) : « ... ellos estaban para montar en Monterrey, no eran Los Alegres, eran Abrego y Ortíz ... (Ils allaient s'installer à Monterrey, il ne s'appelaient pas Los Alegres, ils s'appelaient Abrego et Ortíz ».
- (en) La rédaction du journal, « Border music historian to perform Jan. 18 », sur Valley morning Star, Harlingen, Texas, The Valley morning Star, 7 janvier 2018 (consulté le 26 septembre 2020) : « He first worked with Tomas Ortiz and Eugenio Abrego of the acclaimed border conjunto Los Alegres de Teran. (il a d'abord travaillé avec Tomas Ortiz et Eugenio Abrego du célèbre orchestre frontalier Los Alegres de Teran) ».
- (es) Alondra Cavazos, « « No te pierdas los 50 años de trayectoria de Elíseo Robles “La Voz de Oro” ». », Noticias, Monterrey, InterNota,‎ 19 octobre 2019 (lire en ligne, consulté le 19 octobre 2020).
- (es) Agustín Gurza, « « Ramón Jazo - Zacatecas - Vocalion 8365-A. » », The Strachwitz Frontera Collection, Los Angeles, Arhoolie Foundation,‎ 10 octobre 2018.
- (en) Hector Saldaña, « Bajo sextos are in his blood », sur mySA, San Antonio, Texas, Hearst newspapers, 12 juillet 2011.
- (en) Nicholas Frank, « Feliz Cumpleaños, Flaco! Legendary Conjunto Musician Turns 80 With A Birthday Party At Squeezebox », sur San Antonio Report, San Antonio Report, Santonio, Texas, Rivard Report, 4 avril 2019.
- (en) Iván Adaime & Benjamín Guerra, « Alejandro Sanz, No Es lo Mismo, 2003, crédits », sur All Music, 22 janvier 2018.
- (es) Grupo Dominnio, « Grupo Dominnio, biografía », sur Last FM, Londres, Last.fm Ltd, CBS Interactive, 3 mai 2013.
- (en) « Los Chiches Vallenatos, La Otra Mitad, Credits », sur All Music (consulté le 13 novembre 2020).
- (en) « Ruben & Alvis, Vallenato 2000, Credits », sur All Music (consulté le 13 novembre 2020).
- (en) « Gaxiola, MigueL A. Trademarks », sur Justia Trademarks, Mountain View, Justia Company (consulté le 13 novembre 2020) : « Fortaleza Guitars Acoustic guitars; Carrying cases for musical instruments; Cases for musical instruments; Guitar bridges; Guitar parts, namely owned by: Avilez, Ariel and Gaxiola, Miguel A. Serial Number: 86474664 ».
- (es) « Nostrosos », sur Fortaleza Guitars (consulté le 13 novembre 2020).
- (es) « « Entrevista a César Pliego (Kinky) » », Fortaleza Guitars, Mountain View, YouTube,‎ 31 mars 2015.
- (en) « Max Baca, Credits », sur All Music (consulté le 13 novembre 2020).
- « (en) « How to Play a Bajo Quinto (for Guitar Players) » », Sam Ash Music,‎ 29 janvier. 2020
- (es) « Se Me Fue Mi Amor by Carmen Y Laura, », sur The Strachwitz Frontera Collection, UCLA Digital Library, Arhoolie Foundation,  UCLA Chicano Studies Research Center
- (en) « Frontera Collection, « Carmen and Laura - Se Me Fue Mi Amor - 4 Star 1017 » (consulté le 4 février 2020) », Strachwitz Frontera Collection of Mexican and Mexican American Recordings, The Arhoolie Foundation, University of California at Los Angeles,‎ 20 juin 2019.
- (es) Los Tigres del Norte & Zack de la Rocha, « « Somos Más Americanos » », Los Tigres del Norte Oficial, YouTube,‎ 9 février 2021.
- Hilario “Layo” Jimenez, « La historia de Layo Jimenez », sur consulté le=5 novembre 2021.